# Sant'Antonio da Padova in Via Tuscolana (titre cardinalice)
Le titre cardinalice de Sant'Antonio da Padova in Via Tuscolana (Saint Antoine de Padoue à via Tuscolana) est érigé par le pape Paul VI le 5 mars 1973 et rattaché à l'église Santi Antonio da Padova e Annibale Maria qui se trouve dans le quartier de Tuscolano à l'est de Rome.

## Titulaires
- Paulo Evaristo Arns (1973-2016)
- Jean Zerbo (2017- )